# Tal Afar
Tal Afar (arabiska: تلعفر eller تل عفر, kurdiska: Tele‘fer, تەلەعفەر, turkiska: Telafer) är en ort i Irak, huvudort i distriktet med samma namn. Den ligger i provinsen Ninawa, i den norra delen av landet, 400 km nordväst om huvudstaden Bagdad. Tal Afar ligger 407 meter över havet och antalet invånare är 164 088.